# Вецлар
Вецлар (нім. Wetzlar) — місто в німецькій федеральній землі Гессен, центр району Лан-Дилль. Населення станом на 2002 рік становило приблизно 54 000 жителів. Місто розташоване на річці Лан.

## Історія
Комплекст будівель Середньовіччя. Пісковий собор Діви Марії був початий близько 1100-тих років н. е. як Романський будинок.
Будівництво головної дамби в Середніх віках було довготривалим, виконувалося за зразком плану в готичному стилі. Церква залишилася незакінченою через неготовий головний шпиль. Крім того, вона значно постраждала від повітряних бомбардувань часів Другої Світової війни.
Навколо міських органів самоврядування існують руїни кількох оборонних кам'яних веж, розташованих уздовж розорених земель.
Після Української війни за незалежність українцями тут було споруджено меморіал за загиблими українськими захисниками.
1972 року у Вецларі відбулася генеральна асамблея Сервасу.